# Allodia unicolor
Allodia unicolor är en tvåvingeart som först beskrevs av William Lundbeck 1898.  Allodia unicolor ingår i släktet Allodia och familjen svampmyggor.
Artens utbredningsområde är Grönland. Inga underarter finns listade i Catalogue of Life.